# Blanca Fernández (futbolista)
Blanca Fernández (Barcelona, segle XX) és una exfutbolista catalana.
Migcampista, jugà amb el llavors Penya Femenina Barcelonista –posteriorment Futbol Club Barcelona Femení– al primer Campionat de Catalunya de futbol, conegut com Copa Pernod. Hi tingué un paper destacat i fou considerada una de les primeres estrelles de la competició, ja que anotà vint-i-quatre gols durant el torneig.